# Marta Sanz Pastor
Marta Sanz Pastor (Madrid, 1967) és una escriptora espanyola. Ha rebut importants premis, com el Premi Herralde de novel·la (2015), el Ojo Crítico de Narrativa (2001) o el XI Premi Vargas Llosa de relats. Va ser finalista del Premi Nadal en 2006 i semifinalista del Premi Herralde en 2009.

## Biografia
Doctora en Literatura Contemporània per la Universitat Complutense de Madrid, la seva tesi va tractar sobre La poesia espanyola durant la transició (1975-1986). La carrera literària de Marta Sanz va començar quan es va matricular en un taller d'escriptura de l'Escuela de Letras de Madrid i va conèixer l'editor Constantino Bértolo, qui va publicar les seves primeres novel·les a l'editorial Debate. Va quedar finalista del Premi Nadal en 2006 amb la novel·la Susana y los viejos. 
A part de la seva obra com a novel·lista, també ha escrit contes, poesia i assaigs, ha exercit lacrítica literària en diferents mitjans (com La tormenta en un vaso), la docència a la Universitat Antonio de Nebrija de Madrid i ha dirigit la revista literària Ni hablar. Col·labora habitualment en els periòdics El País (amb cròniques de viatges en el suplement «El Viajero») i a Público (en la secció «Culturas») i en la revista El Cultural d'El Mundo.
Durant la campanya electoral de les eleccions generals de 2011, va manifestar el seu suport a la candidatura d'Esquerra Unida.

## Obres

### Narrativa
- El frío. Madrid: Debate, 1995. Reeditada per l'editorial Caballo de Troya, 2012.
- Lenguas muertas. Madrid: Debate, 1997.
- Los mejores tiempos. Madrid: Debate, 2001. Premio Ojo Crítico de Narrativa.
- Animales domésticos. Barcelona: Destino, 2003.
- Susana y los viejos. Barcelona: Destino, 2006. Finalista del Premi Nadal.
- La lección de anatomía. Barcelona: RBA, 2008. Nova edició Anagrama, 2014.
- Black, black, black. Barcelona: Anagrama, 2010.
- Un buen detective no se casa jamás. Barcelona: Anagrama, 2012.8
- Amour Fou. Miami: La Pereza Ediciones, 2013.
- Daniela Astor y la caja negra. Barcelona: Anagrama, 2013.⁹ ⁵
- Farándula. Barcelona; Anagrama, 2015. Premi Herralde de Novela.
- Clavícula. Barcelona; Anagrama, 2017.
- Retablo. Madrid: Páginas de Espuma, 2019.
- pequeñas mujeres rojas. Barcelona, Anagrama, 2020
- Parte de mí. Barcelona, Anagrama, 2021
- Persianas metálicas bajan de golpe. Barcelona, Anagrama, 2023.

### Assaig
- No tan incendiario. Madrid: Editorial Perifèrica, 2014.

### Poesia
- Perra mentirosa / Hardcore. Madrid: Bartleby, 2010.
- Vintage. Madrid: Bartleby, 2013.¹⁰ Premi de la Crítica de Madrid al millor poemari de 2014.

### Editora
- Metalingüísticos y sentimentales: antología de la poesía española (1966-2000), 50 poetas hacia el nuevo siglo Madrid: Biblioteca Nova, 2007.
- Libro de la mujer fatal [antologia de textos de diferents autors sobre el tòpic de la dona fatal.] Madrid: 451 Editors, 2009.

### Llibres col·lectius
- 666. Edició de Carmen Jiménez. Autores: Elia Barceló, Cristina Tancada, Marta Sanz, Pilar Adón, Esther García Llovet i Susana Vallejo. Sub Urbà, 2014.
- Nòmadas (Platja de Ákaba, Barcelona, 2013; selecció i pròleg d'Elías Gorostiaga). ISBN 978-84-941451-4-8.
- "Cigüeñas" (text sobre Federico Fellini i Giulietta Masina), en VV.AA., Ellos y ellas. Relaciones de amor, lujuria y odio entre directores y estrellas (coeditores: Hilario J. Rodríguez i Carlos Tejeda). Calamar Edicions /Festival de Cinema d'Osca, 2010.[8]
- Lo que los hombres no saben... el sexo contado por las mujeres, (edició i pròleg de Lucía Etxebarria), Martínez Roca/L'Eròtica Booket, 2009
- Catàleg del fotògraf David Palacín per a la Biennal de Dakar (2002).[9]